# 高橋豊二
高橋 豊二（たかはし とよじ/のりつぐ、1915年9月24日 - 1940年3月5日）は、東京府出身のサッカー選手。ポジションはフォワード。貴族院子爵議員を務めた高橋是賢の次男で、第20代内閣総理大臣の高橋是清は祖父に当たる。

## 略歴
東京府東京市赤坂区表町（現・東京都港区赤坂）出身。学習院初等科を経て、旧制成城中・高時代よりサッカーを始め、東京帝国大学農学部に入学後もア式蹴球部に所属した。大学在学中の1936年に開催されたベルリンオリンピックのサッカー日本代表に選出され、オリンピック本選（1回戦のスウェーデン代表戦（ベルリンの奇跡）、2回戦のイタリア代表戦）での出場機会は無かったが、ヴァッカー 戦など親善試合3試合に出場した。
是清が祖父であったため、当時のチームメイトからは「マゴ」と呼ばれていたという。なお、豊二がベルリン五輪代表に選出される直前の1936年2月26日、是清は二・二六事件によって暗殺されている。
1938年6月、海軍の海軍予備航空団に入団し、1939年4月に東京帝国大学を中退、海軍予備航空学生となる。1940年3月5日に館山海軍航空隊で九五式水上偵察機に搭乗訓練中、きりもみ状態となって館山湾近傍の那古船形に墜落する事故を起こし、操縦士は即死、同乗していた高橋も腰髄骨折の重傷を負い、収容後に殉職した。享年26（数え年）。ベルリンオリンピック日本代表では最初の物故者であった。墓所は多磨霊園。

## 家族・親族
母愛子は黒木為楨伯爵の次女で、祖母・ヒヤクは黒田清隆の養女であるため、豊二は黒田の義理の曾孫にあたる。母方の伯父黒木三次の妻は松方巌の娘・竹子。

## 所属クラブ
- 成城中学
- 東京帝国大学

## 代表歴

### 出場大会
1936年：親善試合

### 試合数
- 国際Aマッチ: 0試合 0得点 （1936年）

| 日本代表 | 国際Aマッチ | 国際Aマッチ | その他 | その他 | 期間通算 | 期間通算 |
| 年       | 出場        | 得点        | 出場   | 得点   | 出場     | 得点     |
| -------- | ----------- | ----------- | ------ | ------ | -------- | -------- |
| 1936     | 0           | 0           | 3      | 0      | 3        | 0        |
| 通算     | 0           | 0           | 3      | 0      | 3        | 0        |